# Salomo Glassius

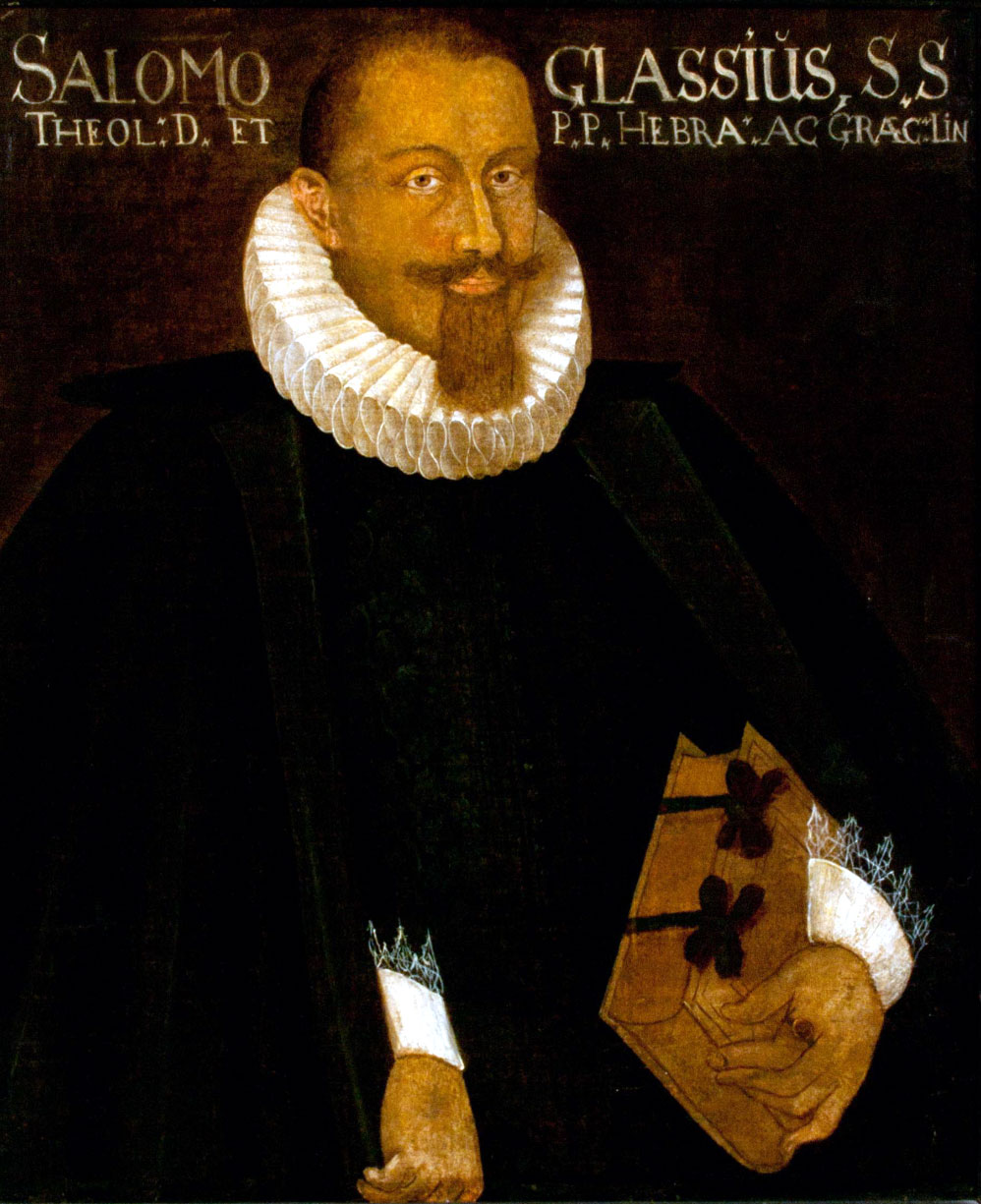
Salomo Glassius als Jenaer Professor

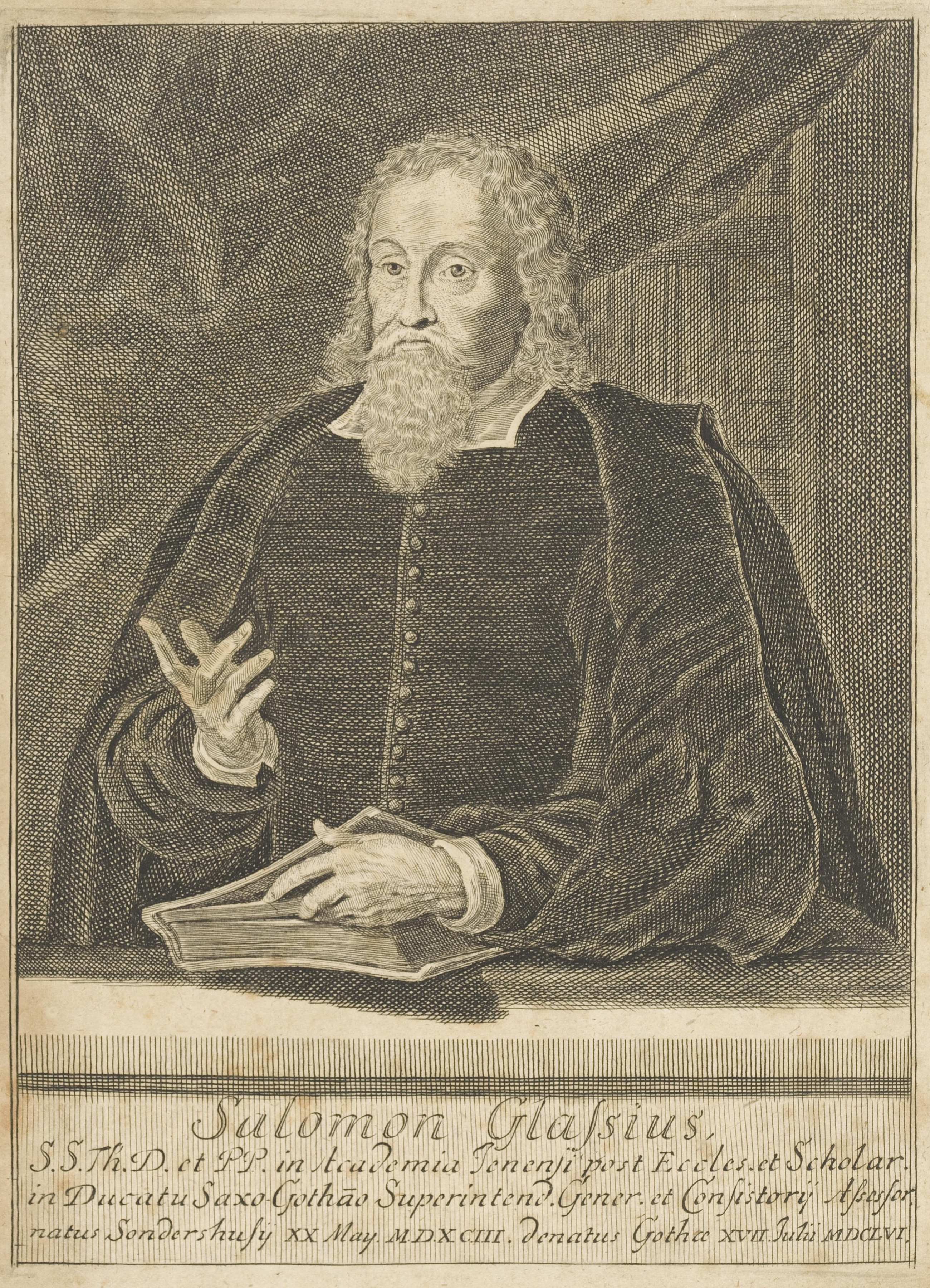
Salomo Glassius

Salomo Glassius (auch Salomon Glassius, Glaß; * 20. Mai 1593 in Sondershausen; † 27. Juli 1656 in Gotha) war ein deutscher lutherischer Theologe.

## Leben

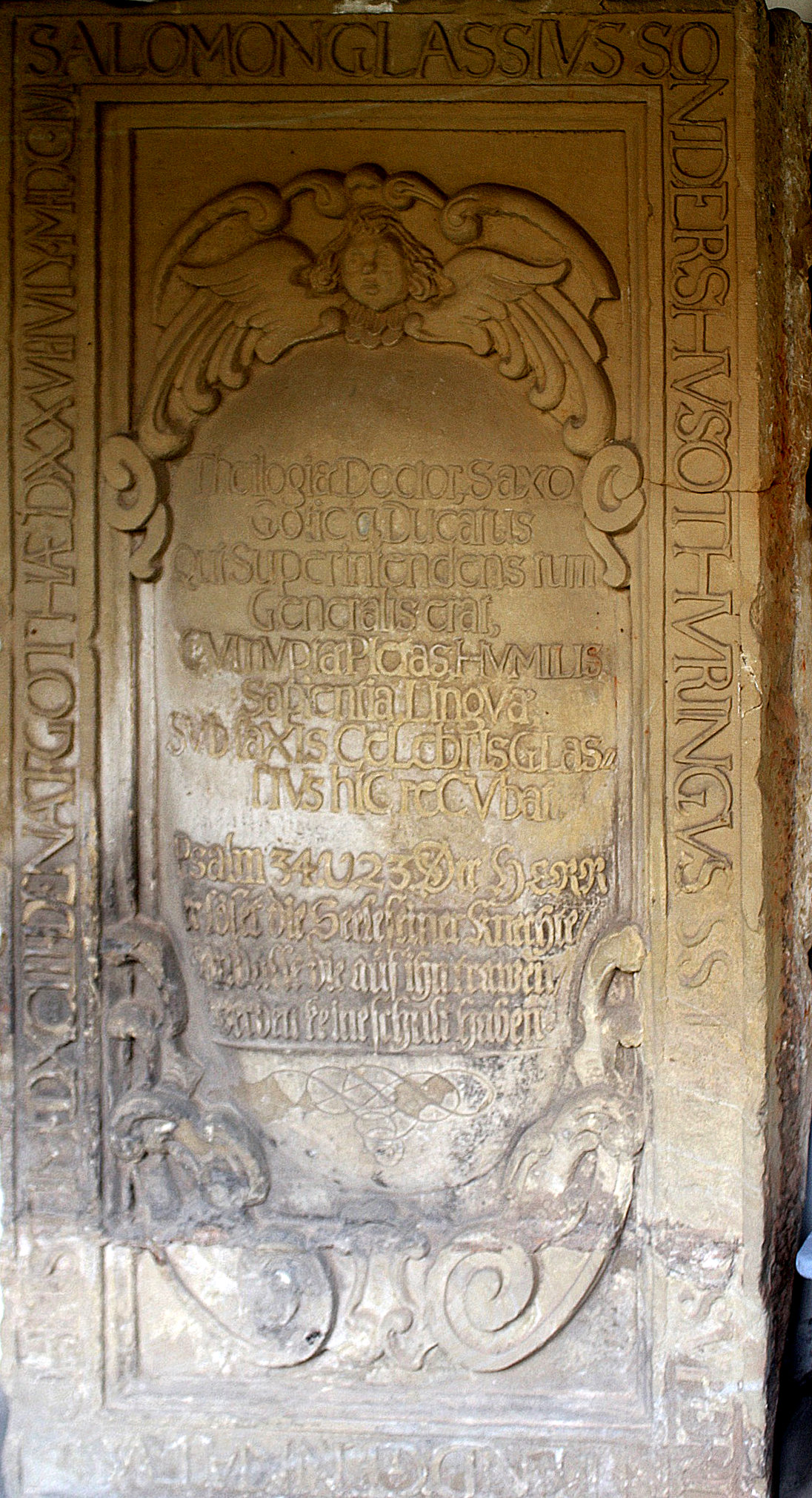
Glaß’ Grabplatte im Kreuzgang der Gothaer Augustinerkirche

Geboren als Sohn des Balthasar Glaß, der zunächst als schwarzburgischer Rentschreiber in Grüningen und Sondershausen aktiv war und später Amtsschosser in Gehren wurde, und dessen Frau Anna Maria Müller, nahm Glassius zunächst ein Studium an der Universität Jena auf. Er wechselte während seiner Studienzeit an die Universität Wittenberg und kehrte zurück an die Jenaer Akademie, wo er der Lieblingsschüler von Johann Gerhard wurde und in dessen Hausstand Aufnahme fand.
Unter seiner Förderung erwarb Glassius 1617 den akademischen Grad eines Magisters, fand als Adjunkt Aufnahme an der philosophischen Fakultät der Akademie und wurde 1621 Professor der hebräischen und griechischen Sprache. 1625 wurde er zum Superintendenten in Sondershausen berufen, promovierte 1625 in Jena zum Doktor der Theologie und trat 1638 die Nachfolge von Gerhard als Professor der Theologie an der Universität Jena an.
1640 nahm er das Angebot Herzog Ernsts I. von Sachsen-Gotha an, die Stelle des Generalsuperintendenten von Sachsen-Gotha, das Amt des Oberhofpredigers, des Konsistorialassessors und Ephorus am Gymnasium in Gotha zu übernehmen. In diesem Amte wirkte er wesentlich beim Neuaufbau des durch den Dreißigjährigen Krieg daniederliegenden Kirchen- und Schulwesens im Herzogtum mit.
Nachdem er der Jenaer Akademie bereits 1625 und 1639 als Rektor der Alma Mater vorgestanden hatte, übernahm er in seinem neuen Amt die Visitation derselben, beteiligte sich an der Entwicklung der biblischen Hermeneutik und verfasste katechetische, exegetisch-homiletische und agendarische Literatur. Nach Gerhards Tod beteiligte er sich an der Bearbeitung der Weimarischen Bibel. Durch seine theologische Praxis, die sich auf die „reine Lehre“ der Bibel stützte, gilt er als ein geistiger Vater August Hermann Franckes.
Glassius fand seine letzte Ruhestätte auf dem Gothaer Friedhof I (Alter Gottesacker) zwischen Bürgeraue und Eisenacher Straße. Nach der Auflassung des Friedhofes im Jahre 1874 wurde seine Grabplatte in den Kreuzgang der Augustinerkirche versetzt, wo sie bis heute zu sehen ist.

## Werkauswahl
- Philologia Sacra, 5 Bd., 1623–36, (1776–96 Neuauflage).
- Meditationes sacrae, Jena 1636.
- Prophet. Spruch-Postill, 4 Tle., Nürnberg 1642/47/54.
- Enchiridion sacrae scripturae practicum oder Biblisches Handbüchlein, Gotha 1651.
- Christliche Anfechtungsschule, Gotha 1652, 1669.
- Christlicher Glaubens-Grund, Nürnberg 1654.
  - neu hrsg. von Andreas Betz: Christlicher Glaubensgrund. Edition, Kommentar und Studien. Norderstedt 2020.
- Adnotationes in compendium Hutteri in usum gymnasii et aliarum scholarum principis Gothani, 1656, 1670.
- Bedenken über die unter etlichen … chursächs. u. helmstedt. Theologen entstandenen Streitigkeiten, 1662 (1731 Neuauflage von Adam Lebrecht Müller; mit Vita u. Literatur).
- Betbüchlein nach Ordnung des catechismi Lutheri, Gotha 1664.
- Christliche Haus-Postille, Jena 1668.
- Glassil opuscula, Leiden 1700.